# Leptoiulus broelemanni
Leptoiulus broelemanni är en mångfotingart som först beskrevs av Karl Wilhelm Verhoeff 1895.  Leptoiulus broelemanni ingår i släktet Leptoiulus och familjen kejsardubbelfotingar. Inga underarter finns listade i Catalogue of Life.